# Bruzelia turba
Bruzelia turba är en kräftdjursart. Bruzelia turba ingår i släktet Bruzelia och familjen Synopiidae. Inga underarter finns listade i Catalogue of Life.